# Kirby (Montana)
Kirby è un unincorporated area degli Stati Uniti d'America, nello stato del Montana, nella Contea di Big Horn. Kirby oggi è una città fantasma totalmente disabitata che possiede solo un vasto paesaggio naturale, una strada e due vecchi edifici, tra cui un ufficio postale.